# Saliente (militare)
La parola saliente ha due accezioni, entrambe appartenenti alla terminologia militare.
Può indicare una parte del teatro di battaglia che si proietta in territorio nemico. Si trova quindi circondato dal nemico su due o tre lati, il che fa sì che le truppe che la occupano siano particolarmente vulnerabili. La linea nemica che lo fronteggia è detta rientrante. Un saliente profondo corre il rischio di essere tagliato dal nemico sulla sua base formando una sacca, in cui gli occupanti rimangono isolati.
Può anche indicare una parte del bastione, ossia l'angolo in cui si incontrano le due facce, sporgente rispetto al resto della fortificazione.

## Saliente in battaglia

### Formazione del saliente
I salienti si possono formare in molti modi. Un attaccante può produrre un saliente nella linea difensiva avversaria, con un movimento aggirante ai fianchi di un punto di resistenza, il quale diventa il vertice del saliente stesso, oppure con un attacco frontale esteso che viene arrestato al centro ma riesce a procedere ai fianchi. Un attaccante produce un saliente nella propria linea tramite un attacco frontale che riesce soltanto al centro, dove si costituisce il vertice del saliente.
Nella guerra di trincea, i salienti erano chiaramente definiti dalla presenza delle opposte linee trincerate, e si formavano in genere per il fallimento di un attacco frontale. La natura statica delle trincee comportava che la formazione di una sacca fosse piuttosto rara, ma la natura vulnerabile dei salienti li rendeva spesso il punto focale di intense battaglie di attrito.

### Esempi di salienti
- Nella Prima guerra mondiale, i britannici occuparono un vasto saliente ad Ypres per gran parte della durata del conflitto. Formatosi come risultato della Prima battaglia di Ypres, divenne uno dei settori più insanguinati del fronte occidentale. La situazione era così statica e così terribile la sua reputazione che la fanteria britannica si riferiva ad esso come al "Saliente" per antonomasia.
- Nella prima guerra mondiale i tedeschi occuparono un piccolo saliente di fronte a Fromelles chiamato "Pan di zucchero" per la sua forma particolare. Essendo piuttosto piccolo consentiva agli occupanti di coprire con fuoco di infilata l'estensione della terra di nessuno su entrambi i fianchi.
- Nella Seconda guerra mondiale, l'Unione Sovietica occupò un vasto saliente, profondo 150 chilometri, a Kursk che divenne il teatro della omonima battaglia, il più grande scontro di carri armati della storia.
- Durante l'intervento militare turco sull'isola di Cipro nel 1974, le forze turche raggiunsero a sud il villaggio turco-cipriota di Louroujina. La linea del cessate il fuoco divise l'isola in settori controllati dai greci e dai turchi, creando a Louroujina un saliente accessibile dal resto del settore turco unicamente tramite una singola strada.

### Sacche
Nella guerra di movimento, quale fu la Blitzkrieg tedesca, i salienti erano costantemente a rischio di essere ridotti a sacche, e a diventare il punto focale di battaglie di annientamento.
Nel caso di una sacca le forze intrappolate non hanno intenzionalmente consentito, difendendo una posizione fortificata come in certi casi di assedio, ad essere circondate.